# Lewis and Clark State Park (North Dakota)
Der Lewis and Clark State Park ist ein 199 Hektar großer State Park im US-Bundesstaat North Dakota. Der Park liegt 30 Kilometer südöstlich von Williston am Highway 1804 und ist ein beliebtes Erholungsgebiet.

## Anlage
Der Park liegt an einer Bucht des Lake Sakakawea. Das Hinterland des Parks besteht aus dem hügeligen Gebiet der North Dakota Badlands. Im Park liegt ein Campingplatz mit 80 Stellplätzen, außerdem verfügt er über einen Bootsanlegeplatz mit Bootsrampe.

## Flora und Fauna
Der Park ist teilweise noch mit verschiedenen Präriegräsern bewachsen. In den Schluchten der Badlands wachsen Virginische Traubenkirschen und Büffelbeeren, damit sind sie wichtige Lebensräume für Vögel wie Katzendrosseln, Wanderdrosseln und Rötelgrundammern. Im See kommen mit dem Löffelstör und dem Weißen Schaufelstör zwei seltene Fischarten vor. Nördlich des Parks liegt die 33 Quadratkilometer große Lewis and Clark Wildlife Management Area, ein Schutzgebiet, das vom North Dakota Game and Fish Department verwaltet wird.

## Geschichte
Der Park wurde nach der Lewis-und-Clark-Expedition benannt, die am 17. April 1805 am Short Creek südlich des Parks gelagert hat. Das Gelände des Parks wurde ursprünglich vom  U.S. Army Corps of Engineers angelegt. Seit 1973 dient es als State Park und wird vom North Dakota Parks and Recreation Department verwaltet.